# Валлийский язык
Валли́йский язы́к, также уэ́льский язы́к или ки́мрский язы́к; самоназвание — Cymraeg «язык соотечественников» (произношение: [kəmˈrɑːɨɡ]), или y Gymraeg (произношение: [ə ɡəmˈrɑːɨɡ]), в отличие от уэльского английского (варианта английского языка, сформировавшегося в Уэльсе), относится к бриттской группе кельтских языков. Он распространён в западной части Британии — Уэльсе (валл. Cymru), а также Чубуте — колонии валлийцев-иммигрантов в регионе Патагонии в Аргентине. Валлийская письменность создана на основе латинского алфавита.
Валлийский — кельтский язык с наибольшим числом носителей по состоянию на 2024 год.
В фонетике валлийского языка отмечается наличие очень редких для индоевропейских языков звука [ɬ] и глухих носовых согласных [n̥] и [m̥]. По части грамматики это флективный язык. Его существительному свойственны грамматические категории числа (причём нет чётких правил образования множественного числа) и рода, но отсутствие категории падежа. Как и в других бриттских языках, начальные мутации согласных происходят повсеместно и часто являются показателем рода существительного. Предлоги имеют свойство изменяться в зависимости от лица и числа существительного или местоимения, к которому они относятся. В лексике отмечается наличие слоя древних заимствований из латыни и более поздних заимствований из английского языка.
Разговорный валлийский язык имеет грамматические отличия от литературного, что особенно сильно выражено в морфологии глагола; кроме того, внутри него выделяется несколько диалектов.

## Название
Самоназвание валлийского языка — Cymraeg — происходит от названия Уэльса Cymru, происходящего от общебриттского слова combrogi, что означает «соотечественники». Английское же слово Welsh произошло от древнеанглийского wealh, wielisc (от протогерманского *Walhaz); оно произошло от названия кельтского народа, известного римлянам как Volcae, и впоследствии стало обозначать всех носителей кельтских языков, а затем и все народы Западной Римской империи. В древнеанглийском языке этим словом позже начали обозначать только бриттов. Форма множественного числа этого слова — Wēalas — стало словом Wales, а язык стали называть Welsh.

## Статус и число носителей
По данным переписи 2011 года, 583 000 человек, или 20 % населения Уэльса, владеют валлийским (по сравнению с 20,8 % в 2001-м); при этом перепись свидетельствует, что 25 % жителей Уэльса родились за его пределами. Численность носителей валлийского языка в других частях Великобритании точно не известна, но их количество сравнительно велико в основных городах и вдоль границы Англии с Уэльсом. По оценкам телеканала «S4C», вещающего на валлийском языке, в 1993 году в Англии проживало около 133 000 человек, понимающих его; более трети из них было сосредоточено в районе Большого Лондона. Кроме того, носители валлийского языка проживают в Канаде (3160 по данным Ethnologue) и США (2 655).
Среди носителей валлийского мало не владеющих английским (не считая валлийцев долины Чубут, у которых вторым языком является испанский). Тем не менее очень многие предпочитают пользоваться в повседневной жизни именно валлийским, а не английским языком. Выбор языка говорящим может изменяться в зависимости от предметной области (явление, известное в лингвистике как «код-свитчинг», или переключение кодов). Нередко и смешение кодов (так, в живую речь зачастую вкрапляются английские слова).
Несмотря на то, что валлийский язык является языком меньшинства и находится под давлением английского языка, во второй половине XX века росла его поддержка параллельно с подъёмом националистических политических организаций, таких как партия «Plaid Cymru» («Партия Уэльса») и «Cymdeithas yr Iaith Gymraeg» («Общество валлийского языка»).
В качестве первого языка валлийский наиболее распространён на преимущественно сельских севере и западе Уэльса — в первую очередь, в Гуинете, Денбишире, Айл-оф-Англси, Кармартеншире, Северном Пембрукшире, Кередигионе и частях западного Гламоргана, но людей, хорошо говорящих по-валлийски, можно встретить по всему Уэльсу. При этом он почти не используется в больших городах на юге (Кардифф, Ньюпорт, Бридженд; в меньшей степени это относится к Суонси).
Валлийский язык остаётся живым; он используется в повседневной жизни многих тысяч людей и присутствует в Уэльсе повсюду. Уэльский языковой акт (1993) и Уэльский правительственный акт (1998) предполагают равенство валлийского и английского языков. Общественные органы должны разработать и реализовать Программу валлийского языка. Поэтому местные советы и Национальная ассамблея Уэльса используют валлийский язык в качестве официального, издают официальные печатные материалы и сообщения с валлийскими версиями (например, письма из школы родителям, библиотечную информацию, информацию местного совета), а все дорожные указатели в Уэльсе должны быть на английском и валлийском языках, включая валлийские варианты географических названий.
Правительство Великобритании ратифицировало Европейскую хартию региональных языков и языков меньшинств по отношению к валлийскому языку.
Валлийский язык приобрёл большую зрительскую аудиторию после создания в ноябре 1982 года телевизионного канала «S4C» («Sianel Pedwar Cymru», «4-й канал, Уэльс»), вещающего в прайм-тайм только на валлийском.
В соответствии с Законом о гражданстве Великобритании 1981 года, владение валлийским, наряду с английским или шотландским, является достаточным условием соблюдения критерия знания языка для натурализации.

## Диалекты

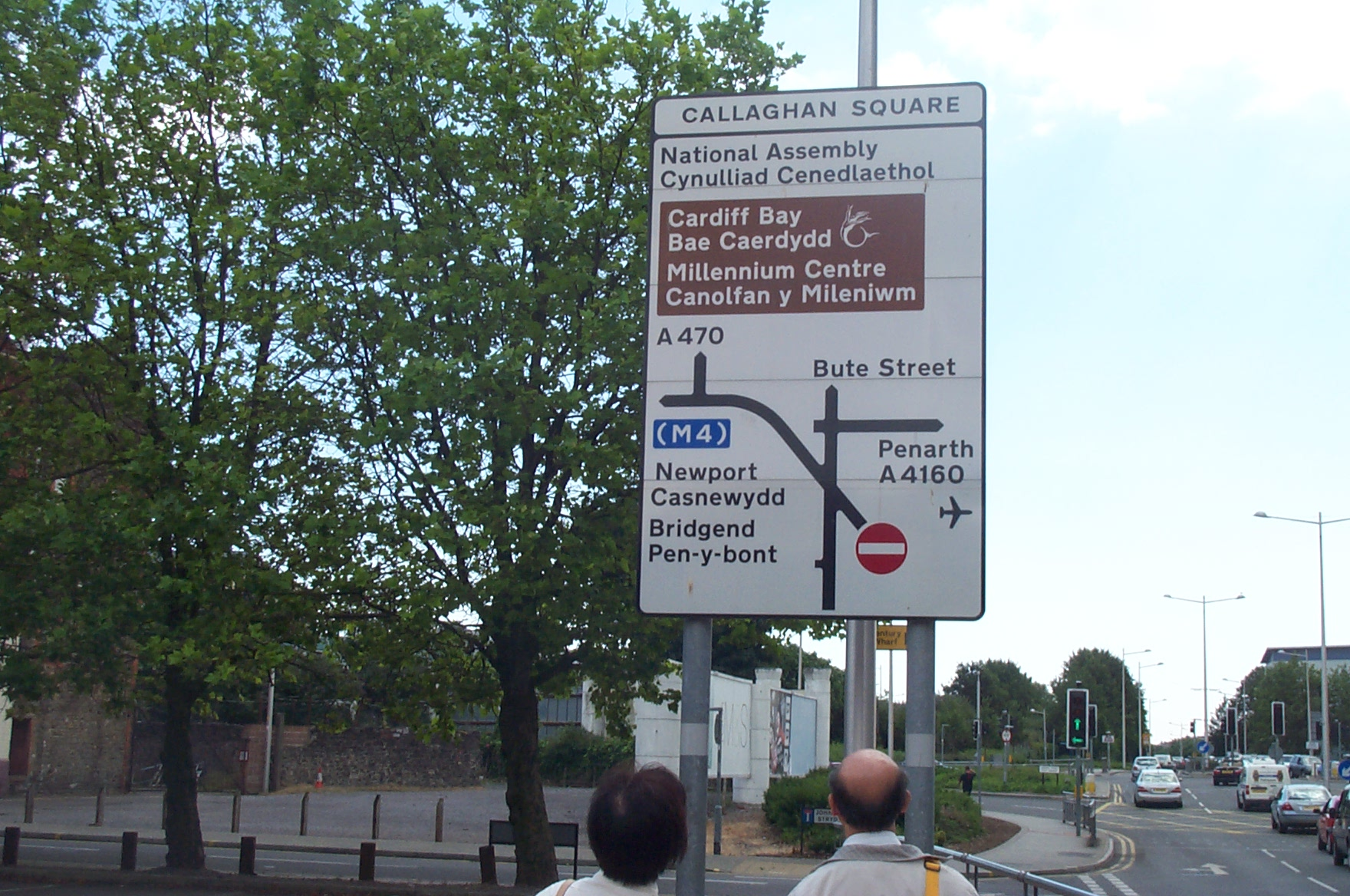
Двуязычный дорожный знак в Кардиффе

Как в любом естественном языке, в валлийском существуют диалекты.
Они весьма заметны в разговорном и, в меньшей степени, в письменном языке. Удобной, хотя и несколько упрощённой, классификацией является разделение на диалекты Севера (Gogledd Cymru) и Юга Уэльса (De Cymru), или «Gog» и «Hwntw» (gogledd «север»; южное hwn 'tw «вон там»). Диалектные различия охватывают словарь, произношение и грамматику, хотя в последнем случае различия в действительности относительно невелики.
Различия между диалектами можно проиллюстрировать фразой: «Не желаете чашку чаю?». На Севере предложение будет звучать как Dach chi isio panad?, а на Юге этот вопрос будет более вероятен в таком виде: Dych chi’n moyn dishgled?. Примером диалектных различий в произношении может послужить тенденция в южных диалектах произносить букву S шепеляво, например, mis «месяц» на Севере произнесут скорее как '[mɪs], а на Юге — как [mɪʃ].
В действительности различия между диалектами современного разговорного валлийского незначительны в сравнении с разницей между разговорным и литературным языком. Последний намного более формален и является, кроме всего прочего, языком валлийских переводов Библии (но «Beibl Cymraeg Newydd» — «Новая валлийская Библия» — намного менее формальна по языку, чем традиционная Библия 1588 г.). Хотя вопрос «Не желаете чашку чаю?» маловероятен в литературном валлийском узусе — если бы он был задан, то звучал бы как A oes arnoch eisiau cwpanaid o de?.
Среди характеристик литературного языка, в сравнении с разговорным, более частое использование спрягаемых глагольных форм, изменение в использовании некоторых времён (так, литературный имперфект в современном языке имеет значение кондиционалиса), сокращение частотности употребления местоимений (поскольку передаваемая ими информация обычно передаётся формами изменяемых глаголов и предлогов) и более выраженная тенденция заменять английские заимствования исконно валлийскими словами.

## История

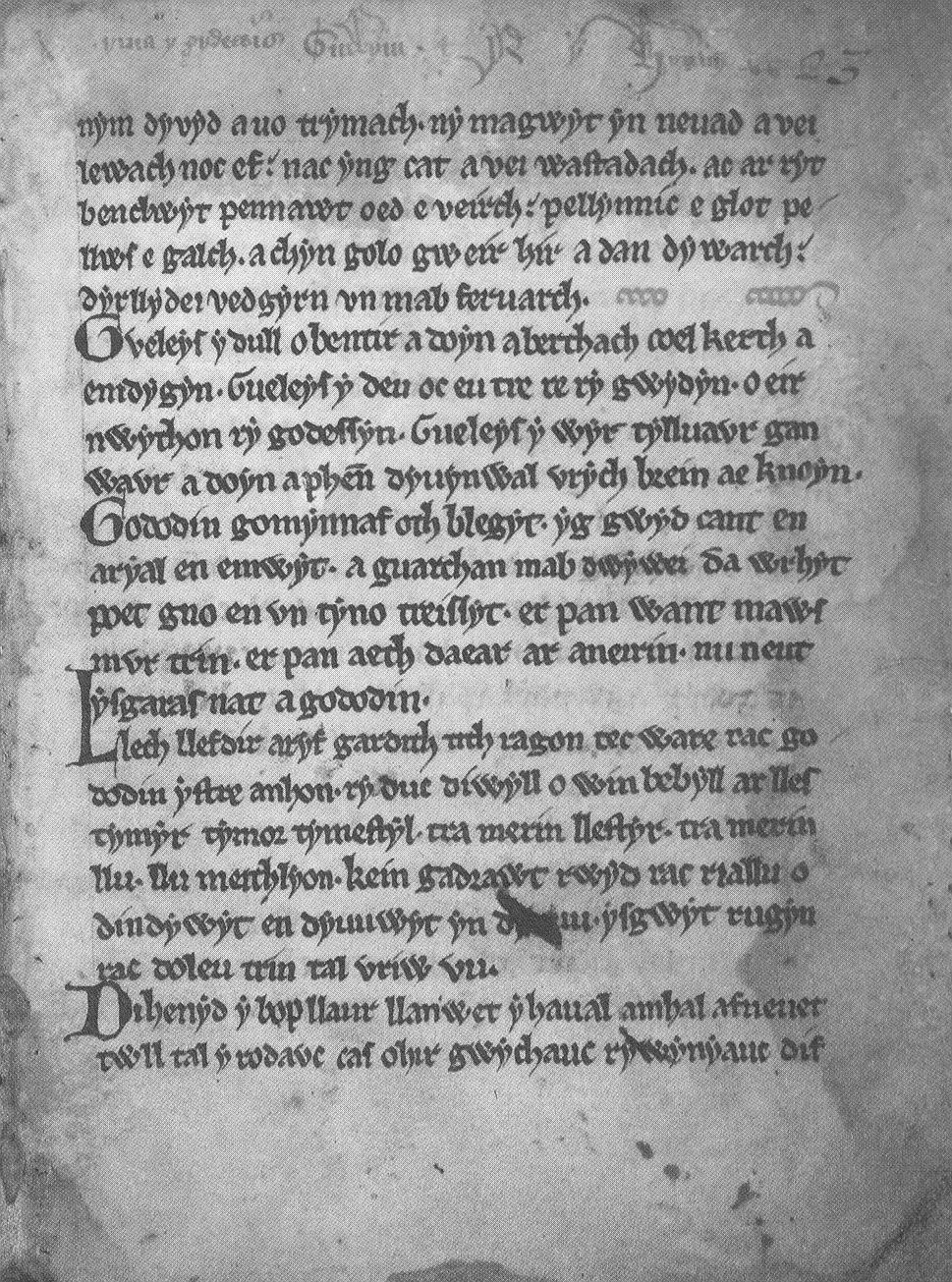
Страница из средневаллийской рукописи, где содержится поэма «Гододин»

История валлийского языка насчитывает более 14 веков, лингвистами в ней выделяются такие периоды, как архаический (с середины VI до середины VIII века), древневаллийский (с середины VIII по начало XII века), средневаллийский (с начала XII до конца XIV века) и современный валлийский язык, в котором, в свою очередь, выделяются подпериоды: ранненововаллийский (c начала XV до середины XVI века) и современный валлийский язык (с конца XVI века).
Самые ранние памятники бриттских языков, найденные на территории Британии, относятся к III веку — это, в частности, римские надписи из Бата, где встречаются бриттские вкрапления, главным образом имена.
Самые ранние дошедшие до нас источники, которые можно идентифицировать как валлийские, восходят, вероятно, примерно к VI веку, а язык того периода некоторые учёные (например, Джон Т. Кук) считают поздним общебриттским. Об этом языке практически ничего не известно. Следующий значительный период, немногим лучше засвидетельствованный, называется древневаллийским (с IX по XI век); это был язык законов короля Хивела Доброго (которые, однако, дошли до нас лишь в средневаллийских и латинских рукописях), а также поэзии Уэльса и южной Шотландии (тогда её население ещё было бриттским). С расширением англосаксонской колонизации кельтское население Уэльса было отрезано от кельтов в северной Англии, говоривших на кумбрийском, и от кельтов юго-запада, говоривших на корнском языке, и языки начали расходиться.
Средневаллийский (или Cymraeg Canol) — название валлийского языка периода с XII по XIV век, от которого до нас дошло значительно больше свидетельств, чем от языка ранних периодов. Это язык почти всех дошедших до нас ранних рукописей Мабиноги, хотя сами истории намного древнее. Средневаллийский язык довольно понятен, хотя и не без некоторых усилий, современному носителю языка.
История современного валлийского языка может быть подразделена на два периода. Первый период, ранний нововаллийский, продолжался с XIV века по примерно конец XVI века. Это был язык придворных поэтов (Y Cywyddwyr) — в частности, Давида ап Гвилима. Поздний нововаллийский начинается с публикации в 1588 перевода Библии Уильяма Моргана. Как и в случае с английским переводом, в версии короля Якова I, Библия Моргана оказала значительное стабилизирующее воздействие на язык, и современный язык (особенно письменный, официальный) всё ещё сохраняет те же характеристики нововаллийского, что и язык Моргана, но, конечно, с тех пор произошли и некоторые изменения.
Валлийский язык получил дальнейший стимул к развитию в XIX веке с публикацией первых полных валлийских словарей. Работа ранних валлийских лексикографов, таких как Дэниэл Силван Эванс, позволила наиболее точно задокументировать язык, и современные словари, например, Geiriadur Prifysgol Cymru («Словарь Университета Уэльса»), являются прямыми последователями этих словарей.

## Орфография
Современная валлийская орфография устоялась сравнительно недавно; большу́ю роль в этом сыграла Библия Уильяма Моргана XVII века. Для ранних периодов валлийского языка характерна меньшая устойчивость написания — в частности, бо́льшее использование буквы k, использование v вместо современного f (и, соответственно, f вместо ff). 
| Буква(ы) | МФА           | Название |
| -------- | ------------- | -------- |
| a        | [a]           | a        |
| b        | [b]           | bi       |
| c        | [k]           | ec       |
| ch       | [x]           | èch      |
| d        | [d]           | di       |
| dd       | [ð]           | èdd      |
| e        | [ɛ]           | e        |
| f        | [v]           | èf       |
| ff       | [f]           | èff      |
| g        | [g]           | èg       |
| ng       | [ŋ]           | èng      |
| h        | [h]           | aets     |
| i        | [ɪ]           | i        |
| l        | [l]           | èl       |
| ll       | [ɬ]           | èll      |
| m        | [m]           | em       |
| n        | [n]           | èn       |
| o        | [ɔ]           | o        |
| p        | [p]           | pi       |
| ph       | [f]           | ffi      |
| r        | [r]           | èr       |
| rh       | [r̥]           | rhi      |
| s        | [s]           | ès       |
| t        | [t]           | ti       |
| th       | [θ]           | èth      |
| u        | [ɨ], [i]      | u bedol  |
| w        | [ʊ]           | ŵ        |
| y        | [ɨ], [i], [ə] | y [əː]   |

- h указывает на глухость в mh, nh, и ngh.
- ph очень редко встречается в словах, восходящих к греческому языку (например, phenol «фенол»), но чаще в результате спирантной мутации (например, ei phen-ôl).
- y обозначает [ə] в односложных безударных словах (клитиках) наподобие fy «мой» и неконечных слогах, в конечных слогах — [ɨ] или [i] в зависимости от диалекта. Исключение составляют некоторые заимствованные слова, например, nyrs [nərs] «медсестра» (nurse)[40].
- si обозначает [ʃ], если за ним следует гласный[37].
- Буквы, состоящие из двух символов, рассматриваются как одна буква (с приведённым выше порядком следования), хотя такие же комбинации символов иногда могут возникнуть при соседнем положении двух различных букв. Например, приведём список слов в алфавитном порядке: datysen, dathlu, dectant, dechrau, difywyd, diffaith, dynged, dylunio, dylluan, dyngarol, ddiwedd[41].

Долгота гласных на письме обозначается не всегда: существуют общие правила о долготе гласных перед определёнными согласными. При этом если гласный является долгим в той позиции, где он согласно этим правилам должен быть кратким, то он получает знак циркумфлекса: ср. ffon «палка» с кратким гласным и ffôn «телефон» с долгим. Обратная ситуация (краткий гласный в «долгой» позиции) обозначается знаком грависа: pas [paːs] — «кашель», pàs [pas] «пропуск»; mwg [muːg] «дым», mẁg [mʊg] «кружка».
| Буква | МФА        |
| ----- | ---------- |
| â     | [aː]       |
| ê     | [eː]       |
| î     | [iː]       |
| ô     | [oː]       |
| û     | [ɨː], [iː] |
| ŵ     | [uː]       |
| ŷ     | [ɨː], [iː] |

Дифтонги обозначаются следующим образом:
| Дифтонг | МФА                                             |
| ------- | ----------------------------------------------- |
| ae      | [aɨ]                                            |
| ai      | [aɪ]                                            |
| au      | [aɪ], но в качестве окончания мн. ч. — [a], [e] |
| aw      | [aʊ]                                            |
| ei      | [əɪ]                                            |
| eu      | [əɨ], [əɪ]                                      |
| ew      | [ɛʊ]                                            |
| ey      | [əɨ], [əɪ]                                      |
| oe      | [ɔɨ]                                            |
| oi      | [ɔɪ]                                            |
| ou      | [ɔɨ], [ɔɪ]                                      |
| ow      | [ɔʊ]                                            |
| uw      | [ɨʊ], [ɪʊ]                                      |
| wy      | [ʊɪ]                                            |
| yw      | [ɨʊ], [ɪʊ]                                      |

- Произношение, указанное слева, распространено в Северном Уэльсе, а указанное справа — в Южном.

Следующие буквы встречаются только в заимствованных словах:
| Буква | МФА2 |
| ----- | ---- |
| j     | [dʒ] |
| ts    | [tʃ] |

Буква j употребляется в словах, заимствованных прямо из английского (jîns «джинсы»), а также в некоторых библейских именах: до перевода Уильяма Моргана существовала собственная валлийская традиция их передачи, опирающаяся на латынь, однако после Реформации и введения англиканства валлийские переводы стали ориентироваться на английские. Так, скажем, имя Иова может передаваться как Iob, а может — как Job.
Буквы k (ce), v (fi), x (ecs), z (zèd) могут встречаться только в заимствованных словах, в основном терминах, но употребляются не вполне последовательно. Так, например, официальное издание Geiriadur Termau («Словарь терминов») рекомендует для приставки кило- написание kilo-, за ним следует Университетский словарь, однако cilo- является вполне распространённым вариантом. Существуют и расхождения по разным словарям: например, zero «ноль» в GT, но sero в словарях географических, физико-математических и компьютерных терминов.
Знак тремы (¨) над гласным указывает, что он произносится отдельно, а не как часть дифтонга, например, copïo («копировать») — произносится как [kɔˈpiːɔ], а не как [ˈkɔpjɔ].

## Лингвистическая характеристика

### Фонология и орфография

#### Согласные
В валлийском выделяют следующие согласные фонемы:
|               | Губные | Зубные | Альвеолярные | Палатальные | Заднеязычные | Глоттальные |
| ------------- | ------ | ------ | ------------ | ----------- | ------------ | ----------- |
| Носовые       | (m̥) m  |        | (n̥) n        |             | (ŋ̊) ŋ        |             |
| Взрывные      | p b    |        | t d          |             | k g          |             |
| Аффрикаты     |        |        |              | tʃ dʒ       |              |             |
| Фрикативные   | f v    | θ ð    | s (z)        | ʃ           | x            | h           |
| Боковые       |        |        | ɬ            |             |              |             |
| Аппроксиманты | w      |        | l            | j           |              |             |
| Дрожащие      |        |        | r̥ r          |             |              |             |

[z] встречается только в неассимилированных заимствованиях, да и то в северных диалектах произносится как [s]. В южных диалектах отсутствует [h]; кроме того, северному и литературному начальному chw- [xw] соответствует [w].
На конце слова часто отпадают звонкие щелевые f и dd (ср. tref и tre «деревня»; mynydd «гора» и i fyny «вверх», досл. — «в гору»). В некоторых южных диалектах [s] в беглой речи перед гласными переднего ряда произносится как [ʃ] (например, Nes i fynd adre ['nɛʃi 'vɨnd 'adre] «Я пошёл домой»).

#### Гласные
В валлийском языке различаются краткие и долгие гласные, которые отличаются не только длительностью, но и качеством, как видно из приведённой иллюстрации. Это противопоставление является смыслоразличительным: ср. [muːg] «дым» — [mʊg] «кружка».

Гласные валлийского языка; чётко видна разница в качестве между долгими и краткими гласными

По инвентарю гласных диалекты валлийского языка делятся на две большие группы: северные и южные (см. диалекты). Одно из главных различий: совпадение либо различение звуков [ɨ(ː)] (орфографически u, y) и [iː], [ɪ] (орфографически i). На юге всем этим звукам соответствует [i] resp. [ɪ]; так, там не различаются, скажем, fu «был» и fi «я».
Валлийский язык также богат дифтонгами. Самые обширные системы встречаются на Севере; на Юге многие из дифтонгов совпадают. Полный набор дифтонгов таков (в скобках — произношение, характерное для Южного Уэльса): [aɨ] ([aɪ]), [aɪ], [aʊ], [əɪ], [əɨ] ([əɪ]), [ɛʊ], [əɨ] ([əɪ]), [ɔɨ/] ([ɔɪ]), [ɔɪ], [ɔɨ] ([ɔɪ]), [ɔʊ], [ɨʊ] ([ɪʊ]), [ʊɪ], [ɨʊ] ([ɪʊ]).
Ударение в валлийском почти всегда падает на предпоследний слог слова; в немногочисленных исключениях ударение отмечается знаком акута (´), например, ffarwél (от англ. farewell). Ударение в валлийском языке силовое, однако для заударного слога также характерно движение тона и небольшая степень редукции гласного. Исторически это связано с тем, что раньше ударение падало на последний слог и сдвинулось лишь в средневаллийский период; слог, ранее бывший ударным, сохранил часть своих характеристик (в частности, заударные слоги могут рифмоваться в стихе; см. кинханед). С этим же процессом связано и наличие в валлийском языке ударного шва [ə], крайне редкого в английском.
Постоянная позиция ударения на предпоследнем слоге ведёт к тому, что в однокоренных словах, да и в разных формах одного слова, ударение передвигается по мере добавления слогов к концу слова, например:
- Ysgrif — /ˈəsgriv/ «статья» или «эссе»;
- Ysgrifen — /əsˈgriven/ «документ»;
- Ysgrifeniadau — /əsgriveˈnjada/ «документы»;
- Ysgrifenedig — /əsgriveˈnedig/ «письменный»;
- Ysgrifennu — /əsgriˈvenɨ/ «писать»;
- Ysgrifennydd — /əsgriˈvenɨð/ «секретарь»;
- Ysgrifennyddes — /əsgriveˈnəðes/ «секретарша»;
- Ysgrifenyddion — /əsgriveˈnəðjon/ «секретари».

Добавление слога к ysgrifennydd для образования имени женского рода ysgrifennyddes меняет произношение второго y, потому что произношение y зависит от того, относится оно к последнему слогу или нет.

### Морфология

#### Мутации начальных согласных
Мутация начальных согласных — феномен, характерный для всех кельтских языков. Первый звук в слове может меняться в зависимости от грамматического контекста (например, если имя употребляется для обозначения времени: dydd Llun «понедельник», но ddydd Llun «в понедельник») или в зависимости от предшествующего слова, например, i «к», yn «в» и a «и». В валлийском языке действуют три мутации: мягкая (лениция), назальная и спирантная.
| Radical | Лениция | Назальная мутация | Спирантная мутация |
| ------- | ------- | ----------------- | ------------------ |
| p       | b       | mh                | ph                 |
| b       | f       | m                 |                    |
| t       | d       | nh                | th                 |
| d       | dd      | n                 |                    |
| c       | g       | ngh               | ch                 |
| g       | ∅*      | ng                |                    |
| m       | f       |                   |                    |
| ll      | l       |                   |                    |
| rh      | r       |                   |                    |

*Мягкая мутация для g представляет собой исчезновение начального звука. Например, gardd «сад» переходит в yr ardd «(этот) сад». Пустая ячейка означает, что согласный не подвержен мутации.
Например, «камень» по-валлийски — carreg, а «(этот) камень» (с определённым артиклем) — y garreg (мягкая мутация); «мой камень» — fy ngharreg (назальная мутация) и «её камень» — ei charreg (спирантная мутация). Эти примеры характерны для литературного языка; в некоторых диалектах мягкая мутация постепенно вытесняет назализацию и спирантизацию, по мере того как теряет прозрачность механизм, стоящий за ними. Спирантная мутация в разговорном языке практически осуществляется только для C, а в некоторых регионах вовсе неизвестна (существуют шутки о том, как новички вследствие гиперкоррекции заказывают в баре «jin a thonic»). Назальная мутация сегодня в некоторых диалектах встречается только в двух позициях.
Существует также смешанная мутация — глухие взрывные подвергаются спирантной мутации, остальные согласные — мягкой.
Основные контексты для мягкой мутации:
- существительные женского рода в единственном числе после артикля (эта мутация не затрагивает ll и rh);
- прилагательные (и в определённых условиях существительные) после существительных женского рода в единственном числе;
- прямые объекты финитных форм глагола (кроме имперсонала);
- любые слова после некоторых предлогов и союзов, а также утвердительных частиц mi, fe (последние могут опускаться, с сохранением мутации);
- все существительные, идущие непосредственно после прилагательных (включая порядковые числительные), а также после некоторых числительных
- после притяжательных местоимений dy «твой», ei «его»;
- существительные после частицы yn (ставится перед именной частью сказуемого); также прилагательные после yn (эта конструкция имеет значение наречия).

Основные контексты для назальной мутации:
- после предлога yn «в»;
- после притяжательного местоимения fy «мой»;
- после некоторых числительных.

Основные контексты для спирантной мутации:
- после союза a «и»;
- после притяжательного местоимения ei «её»;
- после числительного tri «три».

Основной контекст для смешанной мутации — после отрицания ni (может опускаться, с сохранением мутации).

#### Артикль
В валлийском языке наличествует определённый артикль. Он стоит перед определяемым им словом и имеет формы y, yr, и r. Выбор осуществляется по следующему правилу:
- если предшествующее слово оканчивается гласным, независимо от начала следующего слова, используется артикль 'r, например, Mae’r gath tu allan «Кошка находится на улице»;
- в остальных случаях используется артикль yr, если слово начинается с гласного, например, yr ardd;
- если последующее слово начинается с согласной, используется артикль y, например, y bachgen.

Артикль вызывает мягкую мутацию в словах ед. ч. женского рода, например, tywysoges «(некая) принцесса», но y dywysoges «(эта) принцесса».

#### Имена существительные
Как и в большинстве других индоевропейских языков, в валлийском все существительные относятся к определённому грамматическому роду; в этом случае — к мужскому или женскому. Во всех случаях, кроме тех, когда род существительного связан с его значением (например, mam «мать» — женского рода), правил отнесения к роду не существует, и род нужно запоминать вместе с существительным.
В валлийском языке существует два способа образования множественного грамматического числа. В части существительных форма множественного числа образуется от формы единственного числа. Простых правил образования множественного числа существительных нет; оно образуется множеством разных способов. Некоторые существительные образуют множественное число прибавлением окончания (обычно -au), например, tad «отец» — tadau. Другие изменяют гласную, например, bachgen «мальчик» — bechgyn. Третьи используют комбинацию обоих способов, например, chwaer «сестра» — chwiorydd.
У других существительных исходной формой является форма множественного числа (см. сингулятив). Существительные, изменяющиеся по этой системе, образуют единственное число от множественного прибавлением суффикса -yn (для мужского рода) или -en (для женского рода), например, plant «дети» и plentyn «ребёнок», или coed «лес» и coeden «дерево». В словарях иногда множественное число даётся в этом случае перед единственным.

#### Имена прилагательные
Обычно валлийское прилагательные следуют за определяемым существительным, но некоторые (такие как hen «старый», pob «каждый» и holl «все, весь») ставятся впереди них (в более формальном языке или в поэзии любое прилагательное можно вынести в препозицию; независимо от рода препозитивные прилагательные вызывают мягкую мутацию у последующего существительного). В большинстве своём прилагательные не изменяются, хотя сохранились немногие, различающие формы мужского и женского рода или ед. ч./мн. ч, как byrr (муж. р.), berr (жен. р.) «короткий». После существительных ед. ч. женского рода прилагательные подвергаются мягкой мутации.
Способ образования степеней сравнения не очень регулярен. Большинство одно- или двухсложных прилагательных получает окончания -ach для сравнительной и -a (-af в формальном языке) для превосходной степени, при этом последний согласный основы, если он звонкий взрывной, оглушается: например, bannog «высокий», bannocach «более высокий», bannoca(f) «самый высокий» (также diwedd «поздний» — diwethaf «позднейший»). Если прилагательное оканчивается на стечение «шумный + сонант», шумный все равно оглушается: gwydn «прочный» — gwytnach «более прочный». Такой способ используют и многие многосложные прилагательные, например, ardderchog «прекрасный» — ardderchocaf.
Прилагательные с двумя и более слогами обычно используют слова mwy «более» и mwya(f) «самый», например, teimladwy «чувствительный», mwy teimladwy «более чувствительный», mwya(f) teimladwy «самый чувствительный» (аналитический способ).
В следующей таблице дан обзор притяжательных местоимений (в валлийской грамматической традиции относимых к прилагательным):
|          |          | Ед. ч.                   | Мн. ч. |
| 1-е лицо | 1-е лицо | fy (+назальная мутация)  | ein    |
| 2-е лицо | 2-е лицо | dy (+мягкая мутация)     | eich   |
| 3-е лицо | Муж. р.  | ei (+мягкая мутация)     | eu     |
| 3-е лицо | Жен. р.  | ei (+спирантная мутация) | eu     |

Местоимения мужского и женского рода ei читаются как [iː].
Местоимение женского рода ei (иногда также местоимения eu и ein) вызывает прибавление h- к последующему слову, если оно начинается на гласный: ei harglwydd «её господин».
Притяжательные местоимения используются, кроме того, в качестве объектных. В валлийском предложении «Я вижу Родри» соответствует Dw i’n gweld Rhodri («Я есмь в ви́дении Родри»), но «Я вижу его» Dw i’n ei weld fe — дословно: «Я есмь в его ви́дении»; «Я вижу тебя» Dw i’n dy weld di («Я есмь в твоём ви́дении») и так далее.
В письменном языке также очень редко используются притяжательные прилагательные, идущие после имени и требующие артикля, например, y car mau «моя машина», y llyfr eiddoch «ваша книга».
Притяжательные местоимения ставятся впереди определяемого ими имени, за которым может следовать соответствующая форма личного местоимения, например, fy mara i «мой хлеб», dy fara di «твой хлеб», ei fara fe «его хлеб».
В качестве указательных местоимений в современном валлийском используются наречия (y)ma «тут» и (y)na «там» (очень редко также cw «там далеко»). Они ставятся после определяемого ими слова, которое также получает артикль, например, y llyfr «книга (определённая)», y llyfr 'ma «эта книга», y llyfr 'na «та книга». В литературном языке существуют также истинные указательные местоимения hwn/hon/hyn «этот/эта/эти», hwnnw/honno/hynny «тот/та/те». Они также требуют артикля перед именем.

#### Местоимения
В валлийском языке есть следующие личные местоимения:
|          |          | Ед. ч.                          | Мн. ч.   |
| 1-е лицо | 1-е лицо | (f)i                            | ni       |
| 2-е лицо | 2-е лицо | ti, di                          | chi      |
| 3-е лицо | Муж. род | e(f) (на юге), (f)o (на севере) | nhw [nu] |
| 3-е лицо | Жен. род | hi                              | nhw [nu] |

#### Глаголы
Глагольная система — та область грамматики, где формальный литературный язык наиболее сильно отличается от разговорного и менее стандартных регистров письменной речи.
В разговорном валлийском языке большинство грамматических времён использует вспомогательный глагол, обычно bod «быть». Его спряжение рассматривается ниже.
Четыре глагольные формы образуется с помощью вспомогательного глагола bod: настоящее время, прошедшее несовершенное время, футурум и условное наклонение. Все они образуются аналогичным образом: соответствующая форма глагола bod (подлежащее), дополнительный элемент yn (в форме n после гласных) и глагольное имя. Таким образом, «Он думает» передаётся как Mae e’n meddwl; «Он будет думать» — Bydd e’n meddwl.
В то же время существуют специфические перфективные формы во всех составных временных формах, которые образуются заменой yn на wedi. Перфект выражается при помощи форм настоящего времени глагола bod, давнопрошедшее время — при помощи форм имперфекта, будущее совершенное — форм будущего времени, а перфект сослагательного наклонения — форм сослагательного наклонения. Например, «он подумал» — mae e wedi meddwl. В этой конструкции вместо yn и wedi могут использоваться и другие единицы, например, прилагательное newydd (с леницией последующего глагольного имени) со значением «новый» (Maen nhw newydd gyrraedd — «Они только что приехали») или предлог am для передачи желания. Для выражения отрицания в перфекте может использоваться и нормальная отрицательная конструкция + wedi (Dydyn nhw ddim wedi cyrraedd «Они ещё не приехали»), а может — предлог heb «без» (с мягкой мутацией глагольного имени) (Dw i heb fwyta «Я ещё не поел»).
В разговорном валлийском языке сохраняются спрягаемые прошедшее и будущее времена (соответствующее настоящему времени письменного языка) и сослагательное наклонение, представленные здесь на примере глагола talu «платить».
|                           |          | Ед. ч.  | Мн. ч. |
| Прошедшее время           | 1-е лицо | tales   | talon  |
| Прошедшее время           | 2-е лицо | talest  | taloch |
| Прошедшее время           | 3-е лицо | talodd  | talon  |
| Будущее время             | 1-е лицо | tala(f) | talwn  |
| Будущее время             | 2-е лицо | tali    | talwch |
| Будущее время             | 3-е лицо | talith  | talan  |
| Сослагательное наклонение | 1-е лицо | talwn   | talen  |
| Сослагательное наклонение | 2-е лицо | talet   | talech |
| Сослагательное наклонение | 3-е лицо | talai   | talen  |

- Примечания к формам прошедшего времени.
  - Формы 1 и 2 лица ед. ч. могут писаться как talais и talaist (ср. с литературными формами ниже), но произносятся так же.
  - В некоторых частях Уэльса между корнем и формами мн. ч. может вставляться -s-.
  - В южном Уэльсе можно услышать talws вместо talodd.
- Примечания к формам будущего времени.
  - di употребляется вместо ti, то есть tali di, а не tali ti.
  - В некоторых частях южного Уэльса вместо форм типа talith может употребляться taliff.
- Примечание к формам сослагательного наклонения:
  - Между корнем и окончаниями может вставляться -s-.

В прошедшем времени вопросительная форма образуется с помощью мягкой мутации глагола, однако всё чаще она используется и в утвердительных предложениях. Отрицательные формы образуются при помощи слова ddim после местоимения и спирантной мутации в глаголе там, где это возможно, а в остальных случаях — мягкой мутации. Однако и здесь мягкая мутация берёт верх (например, dales i ddim вместо thales i ddim). Если объект является определённым (имеет при себе артикль или притяжательное местоимение, выражен личным местоимением или собственным именем), то перед ним обязательно употребление предлога o «от, из». В разговорном языке ddim o стягивается в mo, которое сохраняет спряжение предлога o: Weles i mohono (fo) — «Я его не видел», ср. ohono (fo) «от него».
Также существуют составные конструкции для прошедшего и будущего времён и сослагательного наклонения. Они образуются при помощи соответствующей временной формы глагола gwneud «делать» (см. ниже образец спряжения) в сочетании с отглагольным именем: Mi wnes i ei weld «Я его увидел». Прошедшее время также может образовываться с глаголом ddaru «происходить, оказываться», который не меняет формы: Ddaru fo ddod «Он пришёл»; Ddaru fi weld y ffilm 'ma «Я видел этот фильм» (последняя конструкция, в первую очередь, характерна для Северного Уэльса).

##### Неправильные глаголы
Глагол bod «быть» отличается крайней нерегулярностью спряжения.
|                 |          | Утвердит. (Я…) | Утвердит. (Я…) | Вопросит. (Я?..) | Вопросит. (Я?..) | Отрицат. (Я не…) | Отрицат. (Я не…) |
| Ед. ч.          | Мн. ч.   | Ед. ч.         | Мн. ч.         | Ед. ч.           | Мн. ч.           |                  |                  |
| Настоящее время | 1-е лицо | dw             | dyn            | ydw?             | ydyn?            | dw               | dyn              |
| Настоящее время | 2-е лицо | (r)wyt         | dych           | wyt?             | ydych?           | dwyt             | dych             |
| Настоящее время | 3-е лицо | mae            | maen           | ydy?             | ydyn?            | dydy             | dydyn            |
| Прошедшее время | 1-е лицо | bues           | buon           | fues?            | fuon?            | fues             | fuon             |
| Прошедшее время | 2-е лицо | buest          | buoch          | fuest?           | fuoch?           | fuest            | fuoch            |
| Прошедшее время | 3-е лицо | buodd          | buon           | fuodd?           | fuon?            | fuodd            | fuon             |
| Имперфект       | 1-е лицо | roeddwn        | roedden        | oeddwn?          | oedden?          | doeddwn          | doedden          |
| Имперфект       | 2-е лицо | roeddet        | roeddech       | oeddet?          | oeddech?         | doeddet          | doeddech         |
| Имперфект       | 3-е лицо | roedd          | roeddyn        | oedd?            | oeddyn?          | doedd            | doeddyn          |
| Будущее время   | 1-е лицо | bydda          | byddwn         | fydda?           | fyddwn?          | fydda            | fyddwn           |
| Будущее время   | 2-е лицо | byddi          | byddwch        | fyddi?           | fyddwch?         | fyddi            | fyddwch          |
| Будущее время   | 3-е лицо | bydd           | byddan         | fydd?            | fyddan?          | fydd             | fyddan           |

Глагол bod образует кондиционал от двух корней:
|        |          | Утвердит. | Утвердит. | Отрицат. | Отрицат. | Вопросит. | Вопросит. |
| Ед. ч. | Мн. ч.   | Ед. ч.    | Мн. ч.    | Ед. ч.   | Мн. ч.   |           |           |
| bydd—  | 1-е лицо | byddwn    | bydden    | fyddwn   | fydden   | fyddwn?   | fydden?   |
| bydd—  | 2-е лицо | byddet    | byddech   | fyddet   | fyddech  | fyddet?   | fyddech?  |
| bydd—  | 3-е лицо | byddai    | bydden    | fyddai   | fydden   | fyddai?   | fydden?   |
| bas—   | 1-е лицо | baswn     | basen     | faswn    | fasen    | faswn?    | fasen?    |
| bas—   | 2-е лицо | baset     | basech    | faset    | fasech   | faset?    | fasech?   |
| bas—   | 3-е лицо | basai     | basen     | fasai    | fasen    | fasai?    | fasen?    |

- ddim («не») в отрицательных формах глагола bod «быть» добавляется после местоимения.
- Формы этого глагола сильно различаются в диалектах.
- Разговорные формы имперфекта: o’n i, o’t ti, oedd e/hi, o’n ni, o’ch chi и o’n nhw. Они используются в утвердительных, вопросительных и отрицательных конструкциях.
- В устной речи формы будущего времени и сослагательного наклонения часто подвергаются мягкой мутации.
- Валлийский язык необычен отсутствием отдельных слов для «да» и «нет». Вместо них используются формы глагола bod[94], например: Ydych chi’n hoffi coffi? («Ты еси любящий кофе?» = «Ты любишь кофе?»), и ответ будет либо Ydw («Я есмь» = «Да»), либо Nac ydw («Я не есмь» = «Нет»).

Неправильность глаголов mynd «идти», gwneud «делать», cael «брать» и dod «приходить» сходна.
|                 |          | mynd   | mynd    | gwneud | gwneud   | cael   | cael     | dod   | dod      |
| Ед. ч.          | Мн. ч.   | Ед. ч. | Мн. ч.  | Ед. ч. | Мн. ч.   | Ед. ч. | Мн. ч.   |       |          |
| Прошедшее время | 1-е лицо | es     | aethon  | nes    | naethon  | ces    | caethon  | des   | daethon  |
| Прошедшее время | 2-е лицо | est    | aethoch | nest   | naethoch | cest   | caethoch | dest  | daethoch |
| Прошедшее время | 3-е лицо | aeth   | aethon  | naeth  | naethon  | caeth  | caethon  | daeth | daethon  |
| Будущее время   | 1-е лицо | a      | awn     | na     | nawn     | ca     | cawn     | do    | down     |
| Будущее время   | 2-е лицо | ei     | ewch    | nei    | newch    | cei    | cewch    | doi   | dewch    |
| Будущее время   | 3-е лицо | eith   | ân      | neith  | nân      | ceith  | câ       | daw   | dôn      |

В сослагательном наклонении наблюдается значительная вариативность между Севером и Югом в формах этих 4 неправильных глаголов.
|        |          | mynd   | mynd   | gwneud | gwneud | cael   | cael   | dod   | dod    |
| Ед. ч. | Мн. ч.   | Ед. ч. | Мн. ч. | Ед. ч. | Мн. ч. | Ед. ч. | Мн. ч. |       |        |
| Север  | 1-е лицо | awn    | aen    | nawn   | naen   | cawn   | caen   | down  | doen   |
| Север  | 2-е лицо | aet    | aech   | naet   | naech  | caet   | caech  | doet  | doech  |
| Север  | 3-е лицо | âi     | aen    | nâi    | naen   | câi    | caen   | dôi   | doen   |
| Юг     | 1-е лицо | elwn   | elen   | nelwn  | nelen  | celwn  | celen  | delwn | delen  |
| Юг     | 2-е лицо | elet   | elech  | nelet  | nelech | celet  | celech | delet | delech |
| Юг     | 3-е лицо | elai   | elen   | nelai  | nelen  | celai  | celen  | delai | delen  |

##### Спряжение в литературном языке
В литературном языке аналитические формы глагола гораздо менее употребимы, в нём хорошо сохраняется синтетическое спряжение. В таблице представлены окончания правильных глаголов в формальном языке. Все они присоединяются к финитной основе глагола, которая далеко не всегда совпадает с той, что представлена в словарной форме — глагольном имени. Ср. sefyll «оставаться», но основа saf-.
|                 |                 | Изъявительное наклонение | Изъявительное наклонение | Изъявительное наклонение | Изъявительное наклонение | Изъявительное наклонение | Конъюнктив | Повелительное наклонение |
| Настоящее время | Прошедшее время | Прошедшее время          | Имперфект                | Плюсквамперфект          |                          |                          | Конъюнктив | Повелительное наклонение |
| Настоящее время | Правильный'     | Неправильный'            | Имперфект                | Плюсквамперфект          |                          |                          | Конъюнктив | Повелительное наклонение |
| Ед. ч.          | 1 л.            | -af                      | -ais*                    | -um                      | -wn                      | -as-wn                   | -wyf       | -wyf                     |
| Ед. ч.          | 2 л.            | -i*                      | -aist*                   | -ost                     | -et (-it)                | -as-it                   | -ych*      | -∅, -a                   |
| Ед. ч.          | 3 л.            | -∅, -a перегласовка -iff | -odd                     | -∅                       | -ai                      | -as-ai                   | -o         | -ed                      |
| Мн. ч.          | 1 л.            | -wn                      | -as-om                   | -om                      | -em                      | -as-em                   | -om        | -wn                      |
| Мн. ч.          | 2 л.            | -wch*                    | -as-och                  | -och                     | -ech                     | -as-ech                  | -och       | -wch                     |
| Мн. ч.          | 3 л.            | -ant                     | -as-ant                  | -ant                     | -ent                     | -as-ent                  | -ont       | -ent                     |
| Имперсонал      | Имперсонал      | -ir*                     | -wyd                     | -wyd                     | -id*                     | -as-id -es-id*           | -er        | -er                      |

Замечания к таблице.
- -it вместо -et в 2 л. ед. ч. имперфекта — более архаичная форма.
- По неправильному спряжению в прошедшем времени изменяются главным образом глагол bod «быть» и те, которые его содержат в качестве второго компонента: gwybod «знать», adnabod «узнать» и т. д.
- Форма 3 л. ед. ч. настоящего времени с перегласовкой образуется от чистой основы, в которой происходят различные изменения гласных, главным образом в последнем слоге:
  - a → ai: sefyll «оставаться», основа — saf-, наст. вр. 3 л. ед. ч. — saif;
  - a → ei: galw «звать», основа — galw-, наст. вр. 3 л. ед. ч. — geilw;
  - a → y: bwyta «есть», основа — bwyta-, наст. вр. 3 л. ед. ч. — bwyty;
  - e → y: ateb «ответить», основа — ateb-, наст. вр. 3 л. ед. ч. — etyb;
  - o → y: agor «открыть», основа — agor-, наст. вр. 3 л. ед. ч. — egyr;
  - ae → y: chwarae «играть», основа — chwarae-, наст. вр. 3л. ед. ч. — chwery;
  - aw → y: gwrando «слушать», основа — gwrandaw-, наст. вр. 3л. ед. ч. — gwrendy.
- Окончание -a в 3 л. ед. ч. настоящего времени принимают главным образом деноминативы на типа parháu — «продолжаться» (их можно узнать по ударению на последнем слоге в глагольном имени).
- Перед окончаниями, которые помечены *, в последнем слоге происходит перегласовка a → e.

#### Предлоги
Многие предлоги в валлийском часто меняют свою форму, если управляют местоимением. Они называются склоняемыми местоимениями, или спрягаемыми предлогами. Большинство из них, такие как dan «под», следуют одному базовому образцу:
|          |          | Ед. ч.     | Мн. ч.     |
| 1-е лицо | 1-е лицо | dana i     | danon ni   |
| 2-е лицо | 2-е лицо | danat ti   | danoch chi |
| 3-е лицо | Муж. род | dano fe/fo | danyn nhw  |
| 3-е лицо | Жен. род | dani hi    | danyn nhw  |

Существует также диалектная вариативность, особенно в 1-м и 2-м лице ед. числа. В некоторых регионах можно услышать dano i, danot ti или danach chi.
Большинство предлогов вызывают мягкую мутацию, ср. однако gyda «с» (спирантная мутация), yn «в» (назальная мутация), rhag «перед» (без мутации).

### Лексика
Большая часть валлийского словаря является исконной и восходит ещё к общекельтскому языку. Тем не менее, римское завоевание и романизация Британии, одним из следствий которых стало распространение латинско-бриттского билингвизма, привели к тому, что в валлийский язык проникло множество латинских слов. Сюда относятся даже слова из обиходной лексики, такие как cyllell «нож» (лат. cultellus); porth «дверь» (porta); pysg «рыбы» (piscis); llong «корабль» ((navis) longa). Кроме того, большую роль в Средние века латынь играла как язык церкви, с чем связан ещё один слой заимствований (ср. pechod «грех» (peccatum)). В Средние века в валлийский язык проникли также французские и скандинавские слова.
Не менее важную роль играли контакты с английским языком. Ещё до нормандского завоевания в валлийский проникли некоторые древнеанглийские слова, например betws «часовня» (др.-англ. bedhus «дом для молитв»). До XIX века двуязычие было не очень распространено, и те сравнительно немногие слова, которые попали в язык, заимствовались скорее из разговорных регистров, чем из литературной нормы, ср. tatws «картошка» (литературное potatoes, диалектное taters). В XX веке владение английским языком стало повсеместным, и из него (особенно в разговорной речи) заимствуются слова из любых сфер (ср. garej «гараж», tîm «команда» и пр.). При этом с конца 1970-х принято использовать, если это возможно, собственно валлийские слова.
Из валлийского в другие языки заимствований немного. В Средние века бриттская латынь сыграла важную роль в формировании лексики древнеирландского языка, туда попали и несколько собственно бриттских слов. Есть валлийские заимствования в диалектах английского, на которых говорят в Уэльсе. Кроме того, в английский язык попали некоторые слова, обозначающие собственно валлийские явления, например crwth «крота»; eisteddfod «эйстетвод, культурный фестиваль».

### Синтаксис

#### Простое предложение
Для валлийского синтаксиса в простом предложении наиболее типична структура «сказуемое — подлежащее — дополнение, VSO» («нормальный порядок» в валлийской грамматической традиции) — Eisteddodd y gweithwyr yno a gorffwysasant yna («Тогда рабочие сели и отдыхали там»); подвидом такой структуры являются предложения, состоящие из одного члена V — Aethom («Мы пошли»), либо с опущением местоименного подлежащего — Gwelaist blismon («(Ты) видел полицейского»).
Всякое предложение, где глагол не находится на первом месте, называется «аномальным». Если первую позицию занимает не глагол, то вынесенный вперёд член предложения находится в эмфатической конструкции:
- Y merched a gaiff fynd gyntaf. («Женщины (а не мужчины) пойдут первыми»);
- Ai chwi a roddodd yr arian? («Это вы дали деньги?»);
- Hwy ni fuont yno. («Их-то там не было»).

В литературном языке при таком выносе составляющей влево обязательны предглагольные частицы: a (вызывает мягкую мутацию) при выносе подлежащего либо прямого дополнения, (y)r при выносе других членов, ni (вызывает смешанную мутацию) в отрицательном предложении. В менее формальных регистрах допустимо опущение этих частиц, особенно a (при сохранении мутаций).
При «нормальном» порядке слов подлежащее и сказуемое не согласованы по числу, если подлежащее выражено именной группой: Aeth y gwr — Aeth y gwyr («Мужчина(-ы) пошёл (пошли)» (такое явление встречается ещё в некоторых северных диалектах итальянского языка), досл. — «мужчины пошёл»). При «обратном» порядке членов глагол всегда ставится в форме 3-го лица ед. числа:
- Mi a wnaeth hynny («Я это сделал»);
- Ti a ddaeth («Ты пришёл») — Deuthost ti ddoe yma («Ты пришёл сюда вчера»).

В начале повествовательного предложения, если оно возглавляется невспомогательным глаголом в форме изъявительного наклонения, могут ставиться утвердительные частицы mi (в основном на севере) и fe (в основном на юге). Это особенность разговорной формы языка; подобное употребление не часто можно встретить в письменном валлийском или более официальном языке. Иногда эти частицы могут опускаться, притом что вызываемая ими мягкая мутация сохраняется.

#### Именная группа

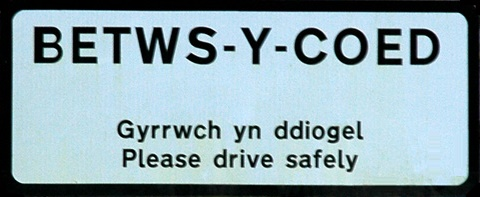
Дорожный знак в Бетус-и-Койде, Северный Уэльс

Определение может быть выражено существительным, прилагательным, порядковым числительным или местоимением. Определение-существительное всегда следует непосредственно за определяемым: lili’r Pasg («пасхальный цветок»). Почти все прилагательные следуют за существительными-определяемыми: dyn doeth («умный человек»); cywilydd mawr («большой стыд»). Небольшая часть прилагательных, таких как hen «старый» или prif «главный», обязательно препозитивны; в формальных регистрах возможно вынесение в препозицию любого прилагательного. Все препозитивные прилагательные вызывают мягкую мутацию последующего существительного: hen wr «старик» (gwr «мужчина»). При этом если прилагательное имеет какие-либо модификаторы, то оно может быть только постпозитивным: gwr hen iawn «очень старый мужчина»; gwr hynaf «старейший мужчина». Прилагательные образуют с существительными композиты: hen-ddrwg («старое зло»), prif-fardd («главный бард»); ср. также prif ddinas «главный город», prifddinas «столица». Композиты наподобие «прилагательное + существительное» называются «правильными» (cyfansoddeiriau rhywiog); реже встречается обратный порядок: gwrda «дворянин» (ср. gwr da «добрый человек») — это называется «неправильными композитами» (cyfansoddeiriau afrywiog).
Порядковое числительное предшествует определяемому существительному, за исключением cyntaf («первый»): y bedwaredd flwyddyn («четвёртый год»); y marchog cyntaf («первый всадник»). Как и небольшое число других прилагательных, они согласуются с именем по роду.
Различные категории местоимений могут предшествовать определяемому и следовать за ним: yr holl ddynion («все люди»); y dynion hynny («эти люди»).
Отношение притяжательности выражается приложением: за счёт простого соположения двух именных словосочетаний рядом друг с другом, причём обладатель чего-л. занимает последнюю позицию в сочетании (в валлийской грамматике это называется «генитивной конструкцией»). Так, сочетание «мать кошки» соответствует валлийскому mam y gath — дословно: «мама (эта) кошка»; «окна автомобиля мужчины» будет ffenestri car y dyn — дословно: «окна автомобиль (этот) мужчина». Если необходимо выстроить длинную цепочку таких имён, артикль стоит только перед последним именем: llaeth cath maer y dref «молоко кошки мэра города»; если перед последним именем артикль поставить нельзя, он не употребляется вовсе, ср. car Tywysog Cymru «машина Принца Уэльского».
Если определяемое в такой конструкции — существительное женского рода в единственном числе, а определение обозначает постоянный признак, а не простую принадлежность, то начальный согласный определяющего существительного подвергается мягкой мутации: gafr gwas («коза парня»); ffugenw bardd («псевдоним поэта»); het plismon «головной убор полицейского (принадлежащий полицейскому)» против het blismon «полицейский головной убор (такой, который носят полицейские)».

#### Сложное предложение
Сложные предложения могут быть сложноподчинёнными и сложносочинёнными. Наиболее распространены союзные типы предложений; бессоюзие встречается редко. Правила порядка слов те же, что и для простого предложения. Сложносочинённые предложения соединяются с помощью союзов a(c) («и»), neu («или»), namyn («но»), eith («но, кроме»):
- Orffenodd ef ei waith a aeth adref («Он кончил свою работу и пошёл домой»);
- Bydd ef yna, eithr na bydd lleferydd ganddo («Он будет там, но способности говорить у него не будет»).

Придаточные предложения вводятся союзами pan («когда»), tra («пока»), hyd nes («пока не»), cyn («до того, как»), lle («где»), gan («так как»), fel («для того, чтобы»), os («если»), er («хотя»), nag («чем»), fel pe («как если бы»), mai («что»), nad («что не»). В сложносочинённых предложениях соблюдается правило «согласования времён»: если в главном предложении глагол стоит в одном из прошедших времён, то глагол в придаточном предложении также должен быть в прошедшем времени. Если в придаточном предложении один из членов предложения вынесен вперёд, то вместо союза y — «что» употребляется союз mai (на Севере) или taw (на Юге):
- Dywedodd mai/taw Sion oedd y cryfaf («Он сказал, что Джон сильнейший») (имперфект);
- Dywedodd mai/taw Sion fyddai y cryfaf («Он сказал, что Джон будет сильнейшим»; кондиционалис);
- Dywedodd mai/taw Sion oedd wedi gweithio («Он сказал, что Джон поработал»; аналитический плюсквамперфект).

Те же самые правила применяются и к косвенному вопросу:
- Gofynwn ai Sion oedd y cryfaf («Я спросил, Джон ли сильнейший»; имперфект вместо настоящего времени);
- Gofynais a fyddech yn y cyfarfod («Я спросил, будете ли вы на собрании»; кондиционалис вместо будущего времени).

В современной устной, а иногда и письменной речи, эти правила менее употребимы, чем в литературном стандарте.
Если в придаточном предложении имеется отрицание, используется союз na(d) «что не»:
- Dywedodd Sion na wnaeth ef hynny («Джон сказал, что он этого не делал»).

## Валлийский язык в образовании
Валлийский язык широко используется в образовании, и многие валлийские университеты двуязычны, в первую очередь Бангорский университет и Университет Аберистуита.
В соответствии с Национальной школьной программой (National Curriculum), в Уэльсе школьники обязаны изучать валлийский до 16-летнего возраста. По данным Языкового совета Уэльса, более четверти детей в Уэльсе посещают школы, обучение в которых ведётся преимущественно на валлийском языке. Остальные изучают валлийский в качестве второго языка в школах, где преподавание ведётся на английском.

### Грамматики
на русском языке
1. Калыгин В.П., Королёв А.А. Введение в кельтскую филологию. Изд.3, испр. — М., 2012. — 272 с. — ISBN 978-5-397-02408-2.
2. Королёв А.А. Валлийский язык // Языки мира. Германские языки. Кельтские языки. — М.: Academia. Серия: Языки Евразии, 2000. — С. 472. — ISBN 5-87444-101-8.

на английском языке
1. Arwyn Watkins T. Welsh // Ball, MJ, Fife, J (ed.) The Celtic Languages. London, N. Y., 1993
2. King G. A Comprehensive Grammar of Modern Welsh. London, N.Y., 1994
3. Morris-Jones J. An Elementary Welsh Grammar. Oxford, 1931.
4. Morris-Jones J. A Welsh Grammar. Historical and Comparative. Oxford, 1977 [1913].
5. Thomas, P. W. Gramadeg y Gymraeg. Caerdydd, 1996
6. Thorne, D. A Comprehensive Welsh Grammar. Oxford, 1993

### Диалекты
1. Arwyn Watkins T. Some phonological features of the Welsh dialect of Llansamlet (West Glamorgan) // Festschrift J. Pokorny. Innsbruck, 1967, pp. 315—324.
2. Fynes-Clynton O. H. The Welsh Vocabulary of the Bangor District. Oxford, 1913.
3. Ruddock G. E. Rhai enghreifftiau o golli seiniau yn nhafodiaith Hirwaun / Bulletin of the Board of Celtic Studies, 1970, v. 23, pt. 4, pp. 295—308.
4. Sommerfelt A. Studies in Cyfeiliog Welsh. Oslo, 1925.
5. Sweet H. Spoken North Welsh // Transactions of the Philological Society. London, 1882—1884, pp. 409—485.
6. Thomas B. Cyweiriau iaith siaradwaig o Ddyffryn Afan /Bulletin of the Board of Celtic Studies, 1980, v. 28, pt. 4, pp. 579—592.
7. Thomas A. R. The linguistic geography of Wales. Cardiff, 1973.
8. Oftedal M. A new approach to North Welsh vowels // Lochlann. Oslo, 1969, v. 4, pp. 243—269.

### Исследования
1. Awbery, G. The Syntax of Welsh: A Transformational Study of the Passive. Cambridge, 1976
2. Ball, M. J., Müller, N. Mutation in Welsh. London, N. Y., 1992
3. Ball, M. J., Jones, G. E. (ed.). Welsh Phonology: Selected readings. Cardiff, 1984
4. Borsley, R., Tallerman, M., Willis D. The syntac of Welsh. Oxford: OUP, 2007
5. Jones R. M. Tympau’r modd mynegol a ffurfiau cwmpasog y ferf / Bulletin of the Board of Celtic Studies, 1966, v. 22, pt. 1, pp. 1-15.
6. Lewis H. The sentence in Welsh. London, 1942.
7. Roberts, I. Principles and Parameters in a VSO Language: A Case Study in Welsh. Oxford, 2005
8. Rowlands E. I. Yr ymadrodd berfol / Bulletin of the Board of Celtic Studies, 1976, v. 27, pt. 1, pp. 1-22.

### Словари
1. Evans H. M, Thomas W. O. Geiriadur Newydd — The New Welsh Dictionary. Llandebie, 1953.
2. Geiriadur Prifysgol Cymru: The Welsh University Dictionary. Caerdydd, 1950 (полный словарь со времени первых памятников).
3. Geiriadur yr Academi (самый большой англо-валлийский словарь). Caerdydd
4. King, G. Pocket Modern Welsh Dictionary. Oxford, 2000

### История языка
на русском языке
1. Фалилеев, А. И. Древневаллийский язык. — СПб.: «Наука», 2002. — ISBN 5-02-028524-2.

на английском языке
1. Jackson, K. H. Language and History in Early Britain. Edinburgh, 1954
2. Lewis, H. Datblygiad yr iaith Gymraeg. Caerdydd, 1931
3. Simon Evans, D. A Grammar of Middle Welsh. Dublin, 1961

### Общая информация
- Welsh language statistics (англ.). Welsh Assembly Goverment. — Общая статистика по валлийскому языку. Дата обращения: 23 октября 2009. Архивировано 11 августа 2011 года.
- History and Status of the Welsh Language (англ.). Oxford University Computing Laboratory (24 сентября 1999). — Обзор истории и текущего статуса валлийского языка. Дата обращения: 23 октября 2009. Архивировано 11 августа 2011 года.
- The Centre for Advanced Welsh and Celtic Studies (англ.). The University of Wales. — Центр углублённого изучения валлийского языка и кельтологии Университета Уэльса. Дата обращения: 23 октября 2009. Архивировано 11 августа 2011 года.
- «Маленький горшок». Cymraeg.ru. — Сайт о валлийском языке. Дата обращения: 23 октября 2009. Архивировано 11 августа 2011 года.

### Для изучающих язык
- Clwb Malu Cachu (англ.). — Страница для изучающих валлийский. Дата обращения: 23 октября 2009. Архивировано 11 августа 2011 года.
- Gwybodiadur (англ.). — (дословно, «информационный») — даёт большой объём информации по всем аспектам валлийского языка. Дата обращения: 23 октября 2009. Архивировано 11 августа 2011 года.
- BBC Learn Welsh (англ.). BBC Wales. — Сайт BBC по изучению валлийского языка, с курсами различного уровня сложности и онлайн-словарём. Дата обращения: 23 октября 2009. Архивировано 11 августа 2011 года.
  - BBC Learn Welsh: Grammar (англ.). BBC Wales. — Грамматика на сайте BBC по изучению валлийского языка. Дата обращения: 23 октября 2009. Архивировано 11 августа 2011 года.
- A Welsh Course (англ.). Cardiff School of Computer Science. — Курс валлийского языка. Дата обращения: 23 октября 2009. Архивировано 11 августа 2011 года.

### Словари
- Welsh-English / English-Welsh On-line Dictionary (англ.). University of Wales, Lampeter. — Валлийско-английский и англо-валлийский словарь. Дата обращения: 23 октября 2009. Архивировано 11 августа 2011 года.
- Geiriadur Prifysgol Cymru (англ.). The University of Wales Centre for Advanced Welsh and Celtic Studies. — Словарь валлийского языка Университета Уэльса, исторический словарь валлийского (с готовящимся Вторым изданием; первое издание можно скачать на сайте). Дата обращения: 23 октября 2009. Архивировано 11 августа 2011 года.